# 부시벨트저빌
부시벨트저빌(Gerbilliscus leucogaster)은 황무지쥐아과에 속하는 설치류의 일종이다. 앙골라와 보츠와나, 콩고민주공화국, 케냐, 말라위, 모잠비크, 나미비아, 남아프리카공화국, 에스와티니, 탄자니아, 우간다, 잠비아, 짐바브웨에서 발견된다. 자연 서식지는 건조 사바나 지역과 아열대 또는 열대 기후 지역의 건조 관목 지대, 건조 저지대 초원, 뜨거운 사막 지대이다.